# Troxochrus
Troxochrus là một chi nhện trong họ Linyphiidae.